# طاهره قیومی
طاهره قیومی (زاده ۱۸ فروردین ۱۳۶۱) سیاستمدار اصلاح‌طلب، کنشگر مدنی، خبرنگار و فعال رسانه ایرانی و مشاور وزارت جهاد کشاورزی در امور بانوان است. وی در دولت اول حسن روحانی به عنوان رئیس مرکز ارتباطات و تبلیغات رئیس‌جمهوری منصوب شد.
قیومی بهمن ۹۵ توسط وزارت اطلاعات، به دلایل نامعلومی بازداشت شد و پس از دو هفته آزاد شد.
بعد از آزادی رهبر ایران با پیامی از او بخاطر اشتباه وزارت اطلاعات دلجویی کرد، وزیر اطلاعات وقت (محمود علوی) نیز، از وی حلالیت طلبید و در رسانه‌های ایران بازتاب زیادی داشت.
وی جوان‌ترین و نخستین زنی است که پس از پیروزی انقلاب، پست مدیریت در دفتر رئیس‌جمهور، گرفته‌است.
در انتخابات ریاست جمهوری ۱۴۰۰ عزت‌الله ضرغامی، پس از ثبت نام در وزارت کشور، طاهره قیومی را به عنوان دستیار رسانه‌ای خود معرفی کرد و پس از رای اعتماد در مجلس به عنوان وزیر میراث فرهنگی، گردشگری و صنایع دستی، او را به عنوان مشاور و مسئول دفتر پیگیری‌های ویژه وزیر منصوب کرد.